# Birgit Jerschabek
Birgit Jerschabek (heute: Jerschabek-Keipke; * 17. Mai 1969 in Ludwigslust) ist eine ehemalige deutsche Langstreckenläuferin.
Bei den Junioreneuropameisterschaften in Birmingham gewann sie, für die DDR startend, am 7. August 1987 die Goldmedaille bei den zum ersten Mal ausgetragenen 10.000 Meter der Frauen in 33:44,37 min.
1990 kam Jerschabek bei den Europameisterschaften in Split über 10.000 Meter auf den 16. Platz und wurde Achte beim Berlin-Marathon. Im Jahr darauf wurde sie Deutsche Meisterin im 15-km-Straßenlauf und Siebte beim Berlin-Marathon.
1992 siegte sie beim Kasseler Citylauf. Als Gesamtsiegerin des Hannover-Marathons in 2:31:42 h wurde sie Deutsche Marathon-Meisterin und qualifizierte sich so für die Olympischen Spiele in Barcelona, bei denen sie auf den 15. Platz kam. Bei den im Rahmen des Great North Run ausgetragenen Halbmarathon-Weltmeisterschaften 1992 wurde sie Achte und stellte mit 1:10:53 h eine deutsche Bestzeit auf.
1993 wurde sie Neunte beim Osaka Women’s Marathon und Deutsche Meisterin im Halbmarathon. Am 18. April 1993 siegte sie beim Hannover-Marathon in 2:30:34 h und wurde damit Deutsche Meisterin. Beim Marathon der Weltmeisterschaften in Stuttgart erreichte sie nicht das Ziel.
1995 wurde sie Achte beim Nagoya-Marathon, musste aber beim Marathon der Weltmeisterschaften in Göteborg erneut aufgeben. Zum Jahresabschluss gewann sie den Lissabon-Marathon mit ihrer persönlichen Bestzeit von 2:28:02 h.
1997 wurde sie zum dritten Mal Deutsche Meisterin im Halbmarathon und Zweite beim Hamburg-Marathon in 2:30:34 h. Im Jahr darauf kam sie bei den Halbmarathon-Weltmeisterschaften in Uster auf den 48. Platz und wurde Fünfte beim Frankfurt-Marathon.
Die 1,63 m große Athletin startete für den Schweriner SC (bis 1990), die LG Sieg (1991–1993) und ABC Ludwigshafen (ab 1994). Heute ist sie als Hobbyläuferin in der FHSG Stralsund aktiv.

## Persönliche Bestzeiten
- 1500 m: 4:14,81 min, 30. Juni 1990, Cottbus
- 3000 m: 9:05,04 min, 13. Juni 1990, Potsdam
- 5000 m: 15:53,06 min, 23. Juni 1990, Rostock
- 10.000 m: 32:14,75 min, 27. Juni 1990, Helsinki
- Halbmarathon: 1:10:53 h, 20. September 1992, South Shields
- Marathon: 2:28:02 h, 26. November 1995, Lissabon